# Lista de prefeitos de Palmeiras de Goiás
Esta é a lista de prefeitos do município de Palmeiras de Goiás, estado brasileiro de Goiás.
| Lista de prefeitos do município de Palmeiras de Goiás | Lista de prefeitos do município de Palmeiras de Goiás           | Lista de prefeitos do município de Palmeiras de Goiás | Lista de prefeitos do município de Palmeiras de Goiás | Lista de prefeitos do município de Palmeiras de Goiás | Lista de prefeitos do município de Palmeiras de Goiás | Lista de prefeitos do município de Palmeiras de Goiás |
| ----------------------------------------------------- | --------------------------------------------------------------- | ----------------------------------------------------- | ----------------------------------------------------- | ----------------------------------------------------- | ----------------------------------------------------- | ----------------------------------------------------- |
| Nº                                                    | Nome                                                            | Imagem                                                | Partido                                               | Início do mandato                                     | Fim do mandato                                        | Observações                                           |
| Segunda e Terceira República — Era Vargas (1930–1945) |                                                                 |                                                       |                                                       |                                                       |                                                       |                                                       |
| 1                                                     | Joaquim de Souza Martins                                        |                                                       | Partido Progressista PP                               | 10 de dezembro de 1930                                | 15 de março de 1932                                   | Intendente nomeado                                    |
| 2                                                     | Manoel de Góes Moreira                                          |                                                       | PSN                                                   | 16 de março de 1932                                   | 4 de outubro de 1932                                  | Intendente nomeado                                    |
| 3                                                     | Djalma Jaime                                                    |                                                       | Partido Progressista PP                               | 5 de outubro de 1932                                  | 26 de abril de 1933                                   | Intendente nomeado                                    |
| 4                                                     | Sinfrônio Rodrigues Rezende                                     |                                                       | PSN                                                   | 27 de abril de 1933                                   | 1° de abril de 1936                                   | Intendente nomeado                                    |
| 5                                                     | João Martins Honostório                                         |                                                       | Partido Progressista PP                               | 2 de abril de 1936                                    | 25 de novembro de 1937                                | Intendente eleito                                     |
| 6                                                     | Almiro Duarte Figueiredo                                        |                                                       | PSN                                                   | 26 de novembro de 1937                                | 17 de setembro de 1941                                | Intendente nomeado                                    |
| 7                                                     | Floresto Scarpelli                                              |                                                       | PSN                                                   | 18 de setembro de 1941                                | 3 de julho de 1944                                    | Intendente nomeado                                    |
| 8                                                     | Jarbas Jayme                                                    |                                                       | Partido Social Democrático PSD                        | 4 de julho de 1944                                    | 25 de março de 1947                                   | Intendente nomeado                                    |
| Quarta República (1945–1964)                          |                                                                 |                                                       |                                                       |                                                       |                                                       |                                                       |
| 9                                                     | Benedito Moreira da Cruz                                        |                                                       | Partido Trabalhista Nacional PTN                      | 26 de março de 1947                                   | 9 de dezembro de 1947                                 | Intendente nomeado                                    |
| 10                                                    | Abdon José Machado                                              |                                                       | Partido Social Democrático PSD                        | 10 de dezembro de 1947                                | 30 de janeiro de 1951                                 | Prefeito eleito em sufrágio universal                 |
| 11                                                    | Benedito de Almeida                                             |                                                       | União Democrática Nacional UDN                        | 31 de janeiro de 1951                                 | 30 de janeiro de 1955                                 | Prefeito eleito em sufrágio universal                 |
| 12                                                    | Orlando Ferreira De Oliveira                                    |                                                       | União Democrática Nacional UDN                        | 31 de janeiro de 1955                                 | 2 de janeiro de 1959                                  | Prefeito eleito em sufrágio universal                 |
| 13                                                    | Geraldo Marquez de Macêdo (1934–)                               |                                                       | Partido Social Democrático PSD                        | 3 de janeiro de 1959                                  | 30 de janeiro de 1961                                 | Prefeito eleito em sufrágio universal                 |
| 14                                                    | Orlando Ferreira De Oliveira                                    |                                                       | União Democrática Nacional UDN                        | 31 de janeiro de 1961                                 | 30 de janeiro de 1966                                 | Prefeito eleito em sufrágio universal                 |
| Quinta República (1964–1985)                          |                                                                 |                                                       |                                                       |                                                       |                                                       |                                                       |
| 15                                                    | Hélio de Castro Arantes                                         |                                                       | Aliança Renovadora Nacional ARENA                     | 31 de janeiro de 1966                                 | 30 de janeiro de 1970                                 | Prefeito eleito em sufrágio universal                 |
| 16                                                    | Orlando Ferreira De Oliveira                                    |                                                       | Aliança Renovadora Nacional ARENA                     | 31 de janeiro de 1970                                 | 30 de janeiro de 1973                                 | Prefeito eleito em sufrágio universal                 |
| 17                                                    | Hélio de Castro Arantes                                         |                                                       | Aliança Renovadora Nacional ARENA                     | 31 de janeiro de 1973                                 | 31 de janeiro de 1977                                 | Prefeito eleito em sufrágio universal                 |
| 18                                                    | Adelino Inácio de Souza                                         |                                                       | Partido Democrático Social PDS                        | 1° de fevereiro de 1977                               | 31 de janeiro de 1983                                 | Prefeito eleito em sufrágio universal                 |
| Sexta República, ou Nova República (1985–presente)    |                                                                 |                                                       |                                                       |                                                       |                                                       |                                                       |
| 19                                                    | Walton Garcia Cardoso (Palmeiras de Goiás, 14.03.1949–)         |                                                       | Partido Democrático Social PDS                        | 1° de fevereiro de 1983                               | 15 de outubro de 1988                                 | Prefeito eleito em sufrágio universal                 |
| 20                                                    | Edson Vaz de Campos                                             |                                                       | Partido do Movimento Democrático Brasileiro PMDB      | 16 de outubro de 1988                                 | 31 de dezembro de 1988                                | Interventor Estadual                                  |
| 21                                                    | Engell Santos                                                   |                                                       | Partido Democrático Social PDS                        | 1° de janeiro de 1989                                 | 31 de dezembro de 1992                                | Prefeito eleito em sufrágio universal                 |
| 22                                                    | Wilson Ramos (1952–Goiânia, 20.07.2021)                         |                                                       | Partido Democrático Social PDS                        | 1° de janeiro de 1993                                 | 31 de dezembro de 1996                                | Prefeito eleito em sufrágio universal                 |
| 23                                                    | Engell Santos                                                   |                                                       | Partido Progressista Brasileiro PPB                   | 1° de janeiro de 1997                                 | 31 de dezembro de 2000                                | Prefeito eleito em sufrágio universal                 |
| 24                                                    | Ernane Lopes                                                    |                                                       | Partido da Social Democracia Brasileira PSDB          | 1° de janeiro de 2001                                 | 31 de dezembro de 2004                                | Prefeito eleito em sufrágio universal                 |
| 25                                                    | Ernane Lopes                                                    | 1° de janeiro de 2005                                 | Partido da Social Democracia Brasileira PSDB          | 31 de dezembro de 2008                                | Prefeito reeleito em sufrágio universal               |                                                       |
| 26                                                    | Alberane de Sousa Marques                                       |                                                       | Partido da Social Democracia Brasileira PSDB          | 1° de janeiro de 2009                                 | 31 de dezembro de 2012                                | Prefeito eleito em sufrágio universal                 |
| 27                                                    | Alberane de Sousa Marques                                       | 1° de janeiro de 2013                                 | Partido da Social Democracia Brasileira PSDB          | 31 de dezembro de 2016                                | Prefeito reeleito em sufrágio universal               |                                                       |
| 28                                                    | Vando Vitor Alves                                               |                                                       | Partido da Social Democracia Brasileira PSDB          | 1° de janeiro de 2017                                 | 31 de dezembro de 2020                                | Prefeito eleito em sufrágio universal                 |
| 29                                                    | Vando Vitor Alves                                               | 1° de janeiro de 2021                                 | Partido da Social Democracia Brasileira PSDB          | 31 de dezembro de 2024                                | Prefeito reeleito em sufrágio universal               |                                                       |
| 30                                                    | Dr. Osvaldo Cassiano de Faria Palmeiras de Goiás, (02.08.1953–) |                                                       | Partido Liberal PL                                    | 1° de janeiro de 2025                                 | Atualidade                                            | Prefeito eleito em sufrágio universal                 |

## Legenda
| cor   | significado                                   |
| Verde | mandatários eleitos por votação.              |
| Bege  | mandatários nomeados ou Interventor Estadual. |